# Лебідь Микола Якович
Микола Якович Лебідь (5 травня 1936, Кустин — 29 березня 2007, Київ) — український графік, член Спілки радянських художників України з 1967 року; майстер медальєрного мистецтва та нагородної символіки. Лауреат премії Миколи Островського за 1986 рік, заслужений художник України з 1992 року.

## Життєпис

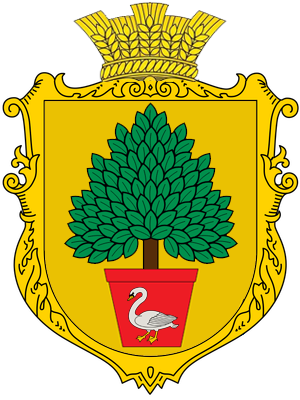
Герб хутора Кустин, де народився художник, містить зображення лебедя

Микола Лебідь народився 5 травня 1936 на хуторі Кустин Зноб-Новгородського р-ну (тепер с. Кустине Середино-Будський район) Сумської області УРСР. Батько Лебідь Яків Степанович (1896—1947) працював на залізниці, під час Другої світової війни воював у лавах Червоної армії, помер від поранень невдовзі після війни. Мати — Лебідь (Радченко) Євдокія Кирилівна (1898-19??). В сім'ї було шестеро дітей. Два старші брати померли в часи Голодомору 1930-х років. Старший брат Лебідь Данило Якович, вірний воїнській присязі пропав без звістки у листопаді 1943 року. До цього був нагороджений двома медалями «За відвагу». Після війни сестри Галина, Марія та наймолодший Микола жили з матір'ю. У повоєнні часи 1944—1954 рр. закінчив Зноб-Новгородську середню школу.
У 1957 склав іспити до Ленінградського вищого художньо-промислового училища ім. В. Мухіної , диплом захистив на відмінно у 1963 р. Викладачі — Сергій Осипов, Модест Шепілевський, Микола Борушко.
Працював художником-конструктором Інституту «Укрдіпромеблі» й Інституту технічної естетики у Києві (1964—1967), головним художником Укрторгреклами (1966—1973).
В останні роки життя  передавав свою майстерність студентам Інституту дизайну інтер'єрів і ландшафту Національної академії керівних кадрів культури і мистецтв (НАКККіМ). Помер в Києві 29 березня 2007 року.

## Творчість
Акварелі Миколи Лебедя експонувалися на численних персональних та групових виставках. Картини художника є у приватних колекціях України, США, Великої Британії, Польщі, Чехії, Словаччини, Канади, Німеччини, ОАЕ, Австрії, Бельгії, Нідерландів, Росії та інших країн.

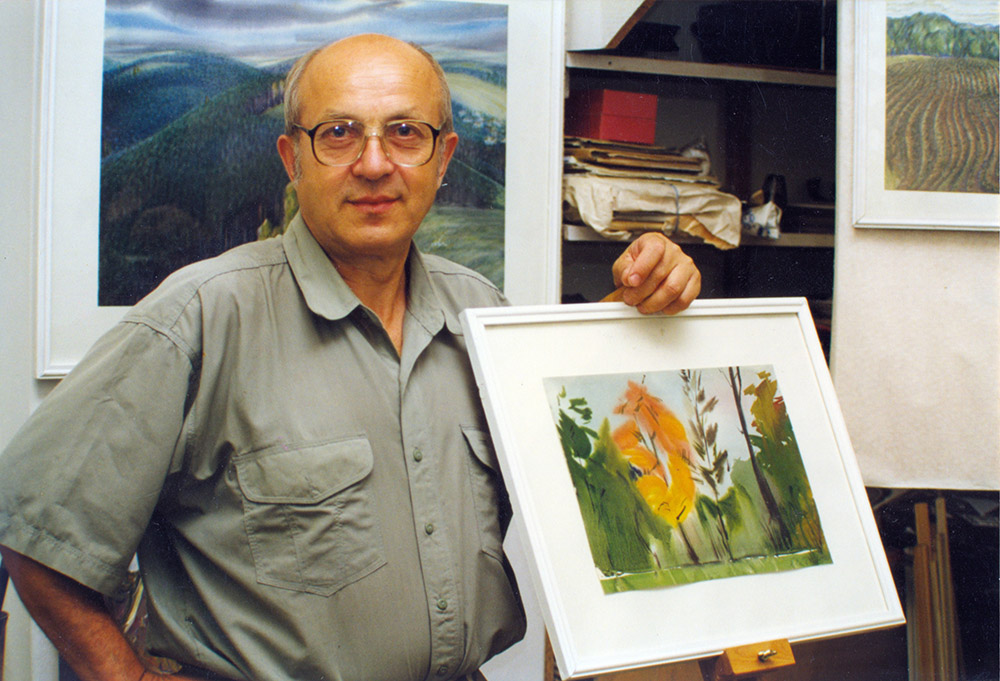
Микола Лебідь у власній майстерні, 1998 рік

Автор святкового освітлення Хрещатика у 1967—1977 рр. Здійснив проектування й авторський нагляд за промисловим випуском: серії світильників для громадських установ; музичних інструментів для Чернігівської та Житомирської музичних фабрик (зокрема, знамените піаніно «Україна», відзнаки ВДНГ СРСР); дитячих дерев'яних іграшок і сувенірів, які випускались у 1960–1970-х рр. на підприємствах Чернігова та Києва. Микола Лебідь є автором художньо-конструкторського рішення радіоприймача «Олімпік», «Олімпік-401» (1977). Автор дизайну столових приборів із золота та срібла, подарункових комплектів із напівкоштовних каменів (фабрика «Укрсамоцвіти»), годинників, фільмоскопів, гучномовців, та ін. Вироби були відзначені авторськими свідоцтвами Ради Міністрів СРСР і випускалися промисловістю від 1970-х до 2000-х років.
З 1980-х Микола Якович займається також проектуванням середовища. Це, зокрема, комплексне оформлення соціально-культурного комплексу України на Всесвітньому фестивалі молоді у Москві (1985, премія ім. М. Островського у 1986), малі архітектурні форми та краєзнавчий музей райцентру Варва на Чернігівщині (1986—1990), проект і реалізація меморіалу «Захисники Батьківщини» у селищі Борова на Київщині (1987), центральний парк у слобожанському місті Бєлгород (РФ, 1988), ресторан у м. Дубай (ОАЕ, 1996) тощо.
У сфері прикладної графіки М. Лебідь у 1980—1983 рр. розробив фірмовий стиль спортклубу «Наука» Академії наук України, згодом — серію пам'ятних медалей і знаків на замовлення київського радіозаводу «Славутич» (1982—1989). Здобутий досвід придався, коли 1999 року Верховна Рада оголосила конкурс на створення знаків державних нагород незалежної України, на якому М. Лебідь отримав ІІІ премію та згодом став автором знаків усіх 3-х ступенів ордена «За мужність» і ще близько двадцяти відомчих нагород.
Наприкінці життя Микола Якович розробив дуже ємну, лаконічну і виразну емблему для Українського комітету зі збереження індустріальної спадщини (який планувалося утворити), вона виявилася останньою його роботою.

### Художні твори
- серії акварельних картин у власній вишуканій техніці, малював все творче життя[1][4]
- графіка — «Старий Таллінн» (1965), «Пора цвітіння» (1966), «Русь» (1967), «Бегонія» (1980), «Ранок у горах» (1983);
- дитячі іграшки з дерева (1968–71);
- сувеніри для фабрики «Українські самоцвіти» (1975);
- сувеніри «1500 років Києву», інкрустація соломкою (1973);
- серія пам'ятних медалей та нагрудних знаків (1982–89);
- емблема Укр ТІССІН (2006)

### Промисловий дизайн
- музичні інструменти для Чернігівскої і Житомирської  музичних фабрик, в тому числі відоме піаніно «Україна» (1966–68);
- столові прибори із золота та срібла (1974);
- побутові гучномовці;
- прилад «Стоп-тест» (медаль ВДНГ СРСР);
- електронні цифрові годинники;
- портативна туристична газова плитка (1975–79);
- радіоприймач «Олімпік», «Олімпік-401» (1977);
- Фільмоскоп «Фільмопроектор Ф-7» (1983)[6][7][8][9];

### Архітектура
- комплексне світлове оформлення Хрещатика (1967-77);
- соціально-культурний комплекс України в Москві (1985, співавтор, диплом Всесвітнього фестивалю у Москві);
- меморіал захисникам Батьківщини (смт. Борова Фастівського району Київської обл., 1986);
- парк Леніна (1987) і дитяче містечко (1988; м. Бєлгород, РФ);
- оформлення українсько-російського ресторану в м. Дубай (ОАЕ, 1996);

### Автор державних нагород та відомчих відзнак
- Орден «За мужність» 3-х ступенів (1995, Державна нагорода України)[4][2][10][11][12][13][14][15][16]
- Нагрудний знак «Почесний знак МВС України» (1995, МВС України)[2][12][17][18]
- Нагрудний знак «За відзнаку в службі» (1995, МВС України)[12][17][18]
- Нагрудний знак «Кращому працівникові пожежної охорони» (1995, МВС та МНС України)[2][12][17][18]
- Нагрудний знак «Почесна відзнака Служби безпеки України» (1996, Служби безпеки України)[2]
- Нагрудний знак «Хрест Слави» (1997, МВС України)[4][19]
- Нагрудний знак «Почесний прикордонник України», логотип, серія сувенірів (1997, Прикордонні війська України/ ДПСУ)[2][12]
- Почесна ювілейна відзнака Вищого арбітражного суду України (2001, Вищого арбітражного суду України)
- Медаль «За мужність в охороні Державного кордону України» (2000, Прикордонні війська України/ ДПСУ)
- Медаль «За бездоганну службу» в ПВУ 4-х ступенів (2002, Прикордонні війська України)
- Медаль «За миротворчу діяльність» (2003, МВС та Міноборони України)[20]

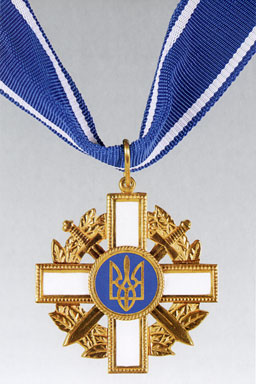
Орден «За мужність» I ст.
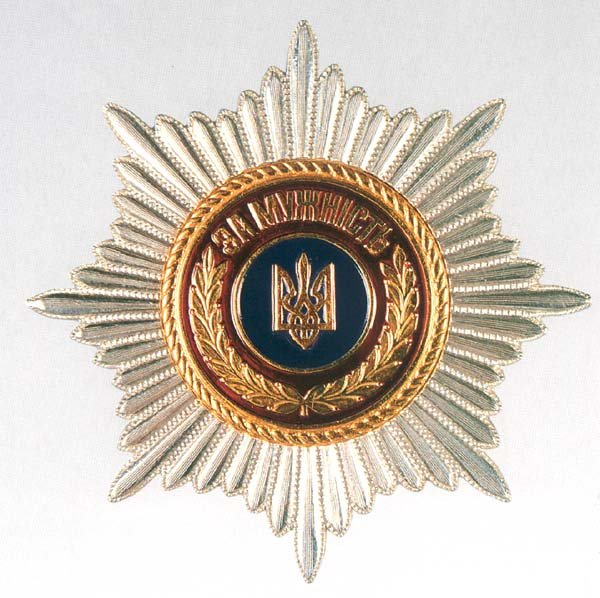
Зірка ордену «За мужність»
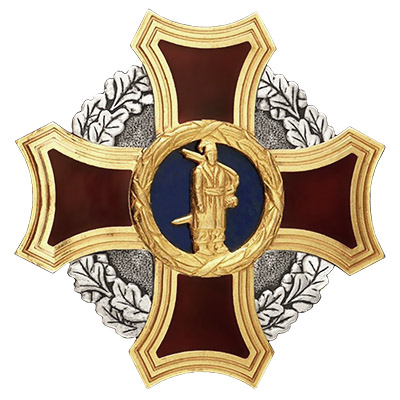
Хрест Слави
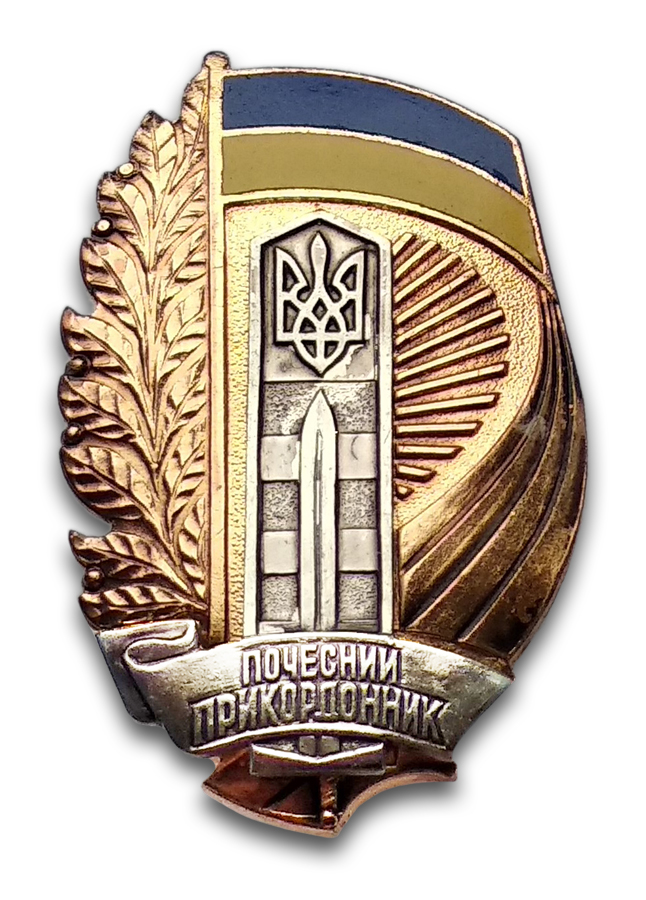
Почесний прикордонник України
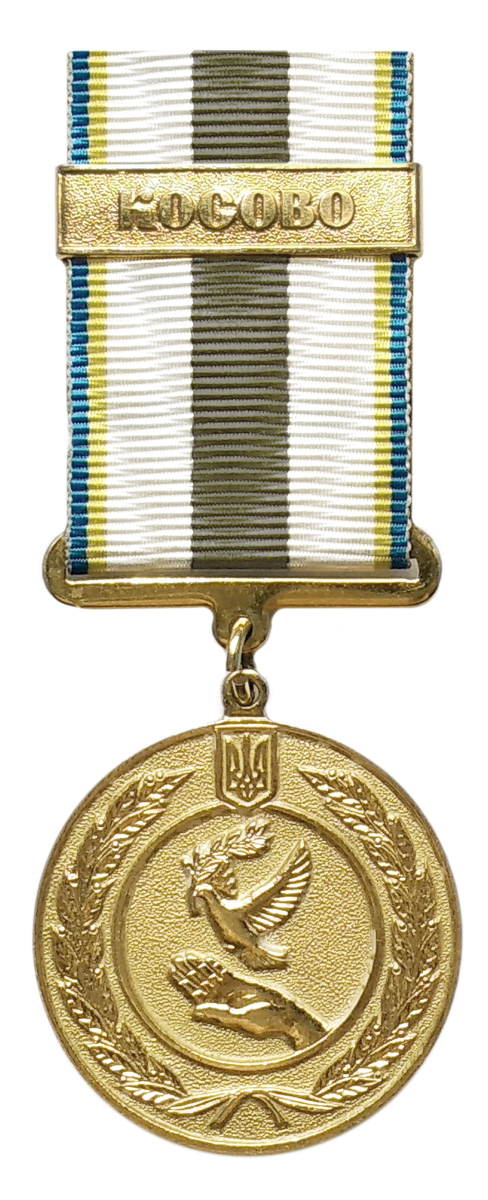
За миротворчу діяльність